# Anolis noblei
Espèce
Synonymes
- Anolis equestris noblei Barbour & Shreve, 1935
- Deiroptyx noblei (Barbour & Shreve, 1935)
- Deiroptyx noblei noblei (Barbour & Shreve, 1935)
- Anolis equestris galeifer Schwartz, 1964
- Anolis noblei galeifer Schwartz, 1964
- Deiroptyx noblei galeifer (Schwartz, 1964)

Anolis noblei est une espèce de sauriens de la famille des Dactyloidae. 

## Répartition
Cette espèce est endémique du Sud-Est de Cuba.

## Étymologie
Cette espèce est nommée en l'honneur de Gladwyn Kingsley Noble.

## Publications originales
- Barbour & Shreve, 1935 : Notes on Cuban anoles. Occasional Papers of the Boston Society of Natural History, vol. 8, p. 249-253 (texte intégral).
- Schwartz, 1964 : Anolis equestris in Oriente Province, Cuba. Bulletin of the Museum of Comparative Zoology, no 131, p. 405-428 (texte intégral).